# Борен (Германия)
Бо́рен (нем. Boren) — община в Германии, в земле Шлезвиг-Гольштейн. Входит в состав района Шлезвиг-Фленсбург. Подчиняется управлению Зюдербраруп. Население составляет 1147 человек (2021). Занимает площадь 30,15 км². Коммуна подразделяется на 10 сельских округов. В её состав входит деревня Линдау.

## Население
| Год  | Численность |
| ---- | ----------- |
| 2010 | 766         |

| Год  | Численность | Численность |
| ---- | ----------- | ----------- |
| 2014 | 1153        | [ 4 ]       |
| 2017 | 1154        | [ 1 ]       |
| 2019 | 1153        | [ 5 ]       |
| 2021 | 1147        | [ 6 ]       |
| 2022 | 1196        | [ 7 ]       |
| 2023 | 1198        | [ 2 ]       |